# 45e législature du Canada
La 45e législature du Canada est la législature du Parlement du Canada qui s’ouvre le 27 mai 2025, à la suite des élections fédérales du 28 avril 2025, qui ont reporté au pouvoir les libéraux de Mark Carney pour un deuxième mandat, le deuxième sous un gouvernement minoritaire.

## Représentation des partis
| Affiliation       | Affiliation                       | Députés                  | Députés    | Sénateurs                     | Sénateurs   |
| Affiliation       | Affiliation                       | Après l'élection de 2025 | 5 mai 2025 | Le jour de l'élection de 2025 | 15 mai 2025 |
| ----------------- | --------------------------------- | ------------------------ | ---------- | ----------------------------- | ----------- |
|                   | Parti libéral                     | 169                      | 169        | 0                             | 0           |
|                   | Parti conservateur                | 144                      | 144        | 12                            | 11          |
|                   | Bloc québécois                    | 22                       | 22         | 0                             | 0           |
|                   | NPD                               | 7                        | 7          | 0                             | 0           |
|                   | Parti vert                        | 1                        | 1          | 0                             | 0           |
|                   | Indépendants / Non affiliés       | 0                        | 0          | 13                            | 11          |
|                   | Groupe des sénateurs indépendants | 0                        | 0          | 45                            | 45          |
|                   | Groupe progressiste du Sénat      | 0                        | 0          | 17                            | 18          |
|                   | Groupe des sénateurs canadiens    | 0                        | 0          | 18                            | 19          |
| Total des membres | Total des membres                 | 343                      | 343        | 105                           | 104         |
|                   | Vacants                           | 0                        | 0          | 0                             | 1           |
| Total des sièges  | Total des sièges                  | 343                      | 343        | 105                           | 105         |

## Gouvernement
Dirigé par Mark Carney depuis le 14 mars 2025, il s'agit d'un gouvernement libéral minoritaire.

## Liste des députés
Les chefs de parti sont en italique. Les ministres sont en gras. Le premier ministre est les deux.

### Alberta
| Nom                    | Parti | Parti        | Circonscription                 |
| ---------------------- | ----- | ------------ | ------------------------------- |
| Blake Richards         |       | Conservateur | Airdrie—Cochrane                |
| Damien Kurek           |       | Conservateur | Battle River—Crowfoot           |
| David Bexte            |       | Conservateur | Bow River                       |
| Greg McLean            |       | Conservateur | Calgary-Centre                  |
| Corey Hogan            |       | Libéral      | Calgary Confederation           |
| Pat Kelly              |       | Conservateur | Calgary Crowfoot                |
| Jasraj Hallan          |       | Conservateur | Calgary-Est                     |
| Shuvaloy Majumdar      |       | Conservateur | Calgary Heritage                |
| Dalwinder Gill         |       | Conservateur | Calgary McKnight                |
| Stephanie Kusie        |       | Conservateur | Calgary Midnapore               |
| Michelle Rempel Garner |       | Conservateur | Calgary Nose Hill               |
| Tom Kmiec              |       | Conservateur | Calgary Shepard                 |
| David GL McKenzie      |       | Conservateur | Calgary Signal Hill             |
| Amanpreet Gill         |       | Conservateur | Calgary Skyview                 |
| Eleanor Olszewski      |       | Libéral      | Edmonton-Centre                 |
| Tim Uppal              |       | Conservateur | Edmonton Gateway                |
| Kerry Diotte           |       | Conservateur | Edmonton Griesbach              |
| Ziad Aboultaif         |       | Conservateur | Edmonton Manning                |
| Billy Morin            |       | Conservateur | Edmonton-Nord-Ouest             |
| Kelly McCauley         |       | Conservateur | Edmonton-Ouest                  |
| Matt Jeneroux          |       | Conservateur | Edmonton Riverbend              |
| Heather McPherson      |       | NPD          | Edmonton Strathcona             |
| Jagsharan Singh Mahal  |       | Conservateur | Edmonton-Sud-Est                |
| John Barlow            |       | Conservateur | Foothills                       |
| Laila Goodridge        |       | Conservateur | Fort McMurray—Cold Lake         |
| Chris Warkentin        |       | Conservateur | Grande Prairie                  |
| Shannon Stubbs         |       | Conservateur | Lakeland                        |
| Mike Lake              |       | Conservateur | Leduc—Wetaskiwin                |
| Rachael Thomas         |       | Conservateur | Lethbridge                      |
| Glen Motz              |       | Conservateur | Medicine Hat—Cardston—Warner    |
| Dane Lloyd             |       | Conservateur | Parkland                        |
| Arnold Viersen         |       | Conservateur | Peace River—Westlock            |
| Blaine Calkins         |       | Conservateur | Ponoka—Didsbury                 |
| Burton Bailey          |       | Conservateur | Red Deer                        |
| Garnett Genuis         |       | Conservateur | Sherwood Park—Fort Saskatchewan |
| Michael Cooper         |       | Conservateur | St. Albert—Sturgeon River       |
| William Stevenson      |       | Conservateur | Yellowhead                      |

### Colombie-Britannique
| Nom                | Parti | Parti        | Circonscription                                  |
| ------------------ | ----- | ------------ | ------------------------------------------------ |
| Sukhman Gill       |       | Conservateur | Abbotsford—Langley-Sud                           |
| Wade Chang         |       | Libéral      | Burnaby Central                                  |
| Terry Beech        |       | Libéral      | Burnaby-Nord—Seymour                             |
| Todd Doherty       |       | Conservateur | Cariboo—Prince George                            |
| Mark Strahl        |       | Conservateur | Chilliwack—Hope                                  |
| Tamara Jansen      |       | Conservateur | Cloverdale—Langley City                          |
| Rob Morrison       |       | Conservateur | Columbia—Kootenay—Southern Rockies               |
| Ron McKinnon       |       | Libéral      | Coquitlam—Port Coquitlam                         |
| Gord Johns         |       | NPD          | Courtenay—Alberni                                |
| Jeff Kibble        |       | Conservateur | Cowichan—Malahat—Langford                        |
| Jill McKnight      |       | Libéral      | Delta                                            |
| Stephanie McLean   |       | Libéral      | Esquimalt—Saanich—Sooke                          |
| Gurbux Saini       |       | Libéral      | Fleetwood—Port Kells                             |
| Mel Arnold         |       | Conservateur | Kamloops—Shuswap—Central Rockies                 |
| Frank Caputo       |       | Conservateur | Kamloops—Thompson—Nicola                         |
| Stephen Fuhr       |       | Libéral      | Kelowna                                          |
| Tako Van Popta     |       | Conservateur | Langley Township—Fraser Heights                  |
| Brad Vis           |       | Conservateur | Mission—Matsqui—Abbotsford                       |
| Tamara Kronis      |       | Conservateur | Nanaimo—Ladysmith                                |
| Jake Sawatzky      |       | Libéral      | New Westminster—Burnaby—Maillardville            |
| Aaron Gunn         |       | Conservateur | North Island—Powell River                        |
| Jonathan Wilkinson |       | Libéral      | North Vancouver—Capilano                         |
| Dan Albas          |       | Conservateur | Okanagan Lake-Ouest—Kelwona-Sud                  |
| Marc Dalton        |       | Conservateur | Pitt Meadows—Maple Ridge                         |
| Zoe Royer          |       | Libéral      | Port Moody—Coquitlam                             |
| Bob Zimmer         |       | Conservateur | Prince George—Peace River—Northern Rockies       |
| Chak Au            |       | Conservateur | Richmond-Centre—Marpole                          |
| Parm Bains         |       | Libéral      | Richmond-Est—Steveston                           |
| Elizabeth May      |       | Vert         | Saanich—Gulf Islands                             |
| Helena Konanz      |       | Conservateur | Similkameen—Okanagan-Sud—Kootenay-Ouest          |
| Ellis Ross         |       | Conservateur | Skeena—Bulkley Valley                            |
| Randeep Sarai      |       | Libéral      | Surrey-Centre                                    |
| Sukh Dhaliwal      |       | Libéral      | Surrey Newton                                    |
| Ernie Klassen      |       | Libéral      | Surrey-Sud—White Rock                            |
| Hedy Fry           |       | Libéral      | Vancouver-Centre                                 |
| Jenny Kwan         |       | NPD          | Vancouver-Est                                    |
| Gregor Robertson   |       | Libéral      | Vancouver Fraserview—Burnaby-Sud                 |
| Taleeb Noormohamed |       | Libéral      | Vancouver Granville                              |
| Don Davies         |       | NPD          | Vancouver Kingsway                               |
| Wade Grant         |       | Libéral      | Vancouver Quadra                                 |
| Scott Anderson     |       | Conservateur | Vernon—Lake Country—Monashee                     |
| Will Greaves       |       | Libéral      | Victoria                                         |
| Patrick Weiler     |       | Libéral      | West Vancouver—Sunshine Coast—Sea to Sky Country |

### Île-du-Prince-Édouard
| Nom             | Parti | Parti   | Circonscription |
| --------------- | ----- | ------- | --------------- |
| Kent MacDonald  |       | Libéral | Cardigan        |
| Sean Casey      |       | Libéral | Charlottetown   |
| Bobby Morrissey |       | Libéral | Egmont          |
| Heath MacDonald |       | Libéral | Malpeque        |

### Manitoba
| Nom               | Parti | Parti        | Circonscription            |
| ----------------- | ----- | ------------ | -------------------------- |
| Grant Jackson     |       | Conservateur | Brandon—Souris             |
| Rebecca Chartrand |       | Libéral      | Churchill—Keewatinook Aski |
| Colin Reynolds    |       | Conservateur | Elmwood—Transcona          |
| Raquel Dancho     |       | Conservateur | Kildonan—St. Paul          |
| Dan Mazier        |       | Conservateur | Mont-Riding                |
| Branden Leslie    |       | Conservateur | Portage—Lisgar             |
| Ted Falk          |       | Conservateur | Provencher                 |
| Ginette Lavack    |       | Libéral      | Saint-Boniface—Saint-Vital |
| James Bezan       |       | Conservateur | Selkirk—Interlake—Eastman  |
| Leah Gazan        |       | NPD          | Winnipeg-Centre            |
| Ben Carr          |       | Libéral      | Winnipeg-Centre-Sud        |
| Kevin Lamoureux   |       | Libéral      | Winnipeg-Nord              |
| Doug Eyolfson     |       | Libéral      | Winnipeg-Ouest             |
| Terry Duguid      |       | Libéral      | Winnipeg-Sud               |

### Nouveau-Brunswick
| Nom                           | Parti | Parti        | Circonscription         |
| ----------------------------- | ----- | ------------ | ----------------------- |
| Serge Cormier                 |       | Libéral      | Acadie—Bathurst         |
| Dominic LeBlanc               |       | Libéral      | Beauséjour              |
| David Myles                   |       | Libéral      | Fredericton—Oromocto    |
| Rob Moore                     |       | Conservateur | Fundy Royal             |
| Guillaume Deschênes-Thériault |       | Libéral      | Madawaska—Restigouche   |
| Mike Dawson                   |       | Conservateur | Miramichi—Grand Lake    |
| Ginette Petitpas Taylor       |       | Libéral      | Moncton—Dieppe          |
| Wayne Long                    |       | Libéral      | Saint John—Kennebecasis |
| John Williamson               |       | Conservateur | Saint John—St. Croix    |
| Richard Bragdon               |       | Conservateur | Tobique—Mactaquac       |

### Nouvelle-Écosse
| Nom                  | Parti | Parti        | Circonscription              |
| -------------------- | ----- | ------------ | ---------------------------- |
| Chris d'Entremont    |       | Conservateur | Acadie—Annapolis             |
| Jaime Battiste       |       | Libéral      | Cape Breton—Canso—Antigonish |
| Alana Hirtle         |       | Libéral      | Cumberland—Colchester        |
| Darren Fisher        |       | Libéral      | Dartmouth—Cole Harbour       |
| Shannon Miedema      |       | Libéral      | Halifax                      |
| Lena Metlege Diab    |       | Libéral      | Halifax-Ouest                |
| Kody Blois           |       | Libéral      | Kings—Hants                  |
| Sean Fraser          |       | Libéral      | Nova-Centre                  |
| Braedon Clark        |       | Libéral      | Sackville—Bedford—Preston    |
| Jessica Fancy-Landry |       | Libéral      | South Shore—St. Margarets    |
| Mike Kelloway        |       | Libéral      | Sydney—Glace Bay             |

### Ontario
| Nom                     | Parti | Parti        | Circonscription                               |
| ----------------------- | ----- | ------------ | --------------------------------------------- |
| Jennifer McKelvie       |       | Libéral      | Ajax                                          |
| Cheryl Gallant          |       | Conservateur | Algonquin—Renfrew—Pembroke                    |
| Costas Menegakis        |       | Conservateur | Aurora—Oak Ridges—Richmond Hill               |
| Chris Malette           |       | Libéral      | Baie de Quinte                                |
| Doug Shipley            |       | Conservateur | Barrie—Springwater—Oro-Medonte                |
| John Brassard           |       | Conservateur | Barrie-Sud—Innisfil                           |
| Nate Erskine-Smith      |       | Libéral      | Beaches—East York                             |
| Jamil Jivani            |       | Conservateur | Bowmanville—Oshawa-Nord                       |
| Amandeep Sodhi          |       | Libéral      | Brampton-Centre                               |
| Shafqat Ali             |       | Libéral      | Brampton—Chinguacousy Park                    |
| Maninder Sidhu          |       | Libéral      | Brampton-Est                                  |
| Ruby Sahota             |       | Libéral      | Brampton-Nord—Caledon                         |
| Amarjeet Gill           |       | Conservateur | Brampton-Ouest                                |
| Sonia Sidhu             |       | Libéral      | Brampton-Sud                                  |
| Larry Brock             |       | Conservateur | Brantford—Brant-Sud—Six Nations               |
| Alex Ruff               |       | Conservateur | Bruce—Grey—Owen Sound                         |
| Karina Gould            |       | Libéral      | Burlington                                    |
| Adam Van Koeverden      |       | Libéral      | Burlington-Nord—Milton-Ouest                  |
| Connie Cody             |       | Conservateur | Cambridge                                     |
| Bruce Fanjoy            |       | Libéral      | Carleton                                      |
| Dave Epp                |       | Conservateur | Chatham-Kent—Leamington                       |
| Julie Dzerowicz         |       | Libéral      | Davenport                                     |
| Maggie Chi              |       | Libéral      | Don Valley-Nord                               |
| Rob Oliphant            |       | Libéral      | Don Valley-Ouest                              |
| Kyle Seeback            |       | Conservateur | Dufferin—Caledon                              |
| Vince Gasparro          |       | Libéral      | Eglinton—Lawrence                             |
| Andrew Lawton           |       | Conservateur | Elgin—St. Thomas—London-Sud                   |
| Chris Lewis             |       | Conservateur | Essex                                         |
| Yvan Baker              |       | Libéral      | Etobicoke-Centre                              |
| James Maloney           |       | Libéral      | Etobicoke—Lakeshore                           |
| John Zerucelli          |       | Libéral      | Etobicoke-Nord                                |
| Dan Muys                |       | Conservateur | Flamborough—Glanbrook—Brant-Nord              |
| Dominique O'Rourke      |       | Libéral      | Guelph                                        |
| Leslyn Lewis            |       | Conservateur | Haldimand—Norfolk                             |
| Jamie Schmale           |       | Conservateur | Haliburton—Kawartha Lakes                     |
| Aslam Rana              |       | Libéral      | Hamilton-Centre                               |
| Ned Kuruc               |       | Conservateur | Hamilton-Est—Stoney Creek                     |
| Lisa Hepfner            |       | Libéral      | Hamilton Mountain                             |
| John-Paul Danko         |       | Libéral      | Hamilton-Ouest—Ancaster—Dundas                |
| Shelby Kramp-Neuman     |       | Conservateur | Hastings—Lennox and Addington—Tyendinaga      |
| Judy Sgro               |       | Libéral      | Humber River—Black Creek                      |
| Ben Lobb                |       | Conservateur | Huron—Bruce                                   |
| Jenna Sudds             |       | Libéral      | Kanata                                        |
| Gaétan Malette          |       | Conservateur | Kapuskasing—Timmins—Mushkegowuk               |
| Eric Melillo            |       | Conservateur | Kenora—Kiiwetinoong                           |
| Mark Gerretsen          |       | Libéral      | Kingston et les Îles                          |
| Anna Roberts            |       | Conservateur | King—Vaughan                                  |
| Kelly DeRidder          |       | Conservateur | Kitchener-Centre                              |
| Tim Louis               |       | Libéral      | Kitchener—Conestoga                           |
| Matt Strauss            |       | Conservateur | Kitchener-Sud—Hespeler                        |
| Scott Reid              |       | Conservateur | Lanark—Frontenac                              |
| Michael Barrett         |       | Conservateur | Leeds—Grenville—Thousand Islands—Rideau Lakes |
| Peter Fragiskatos       |       | Libéral      | London-Centre                                 |
| Kurt Holman             |       | Conservateur | London—Fanshawe                               |
| Arielle Kayabaga        |       | Libéral      | London-Ouest                                  |
| Helena Jaczek           |       | Libéral      | Markham—Stouffville                           |
| Tim Hodgson             |       | Libéral      | Markham—Thornhill                             |
| Michael Ma              |       | Conservateur | Markham—Unionville                            |
| Lianne Rood             |       | Conservateur | Middlesex—London                              |
| Kristina Tesser Derksen |       | Libéral      | Milton-Est—Halton Hills-Sud                   |
| Fares Al Soud           |       | Libéral      | Mississauga-Centre                            |
| Iqra Khalid             |       | Libéral      | Mississauga—Erin Mills                        |
| Peter Fonseca           |       | Libéral      | Mississauga-Est—Cooksville                    |
| Charles Sousa           |       | Libéral      | Mississauga—Lakeshore                         |
| Iqwinder Singh Gaheer   |       | Libéral      | Mississauga—Malton                            |
| Rechie Valdez           |       | Libéral      | Mississauga—Streetsville                      |
| Mark Carney             |       | Libéral      | Nepean                                        |
| Scot Davidson           |       | Conservateur | New Tecumseth—Gwillimbury                     |
| Sandra Cobena           |       | Conservateur | Newmarket—Aurora                              |
| Tony Baldinelli         |       | Conservateur | Niagara Falls—Niagara-on-the-Lake             |
| Dean Allison            |       | Conservateur | Niagara-Ouest                                 |
| Fred Davies             |       | Conservateur | Niagara-Sud                                   |
| Pauline Rochefort       |       | Libéral      | Nipissing—Timiskaming                         |
| Philip Lawrence         |       | Conservateur | Northumberland—Clarke                         |
| Anita Anand             |       | Libéral      | Oakville-Est                                  |
| Sima Acan               |       | Libéral      | Oakville-Ouest                                |
| Marie-France Lalonde    |       | Libéral      | Orléans                                       |
| Rhonda Kirkland         |       | Conservateur | Oshawa                                        |
| Yasir Naqvi             |       | Libéral      | Ottawa-Centre                                 |
| Anita Vandenbeld        |       | Libéral      | Ottawa-Ouest—Nepean                           |
| David McGuinty          |       | Libéral      | Ottawa-Sud                                    |
| Mona Fortier            |       | Libéral      | Ottawa—Vanier—Gloucester                      |
| Arpan Khanna            |       | Conservateur | Oxford                                        |
| Scott Aitchison         |       | Conservateur | Parry Sound—Muskoka                           |
| John Nater              |       | Conservateur | Perth—Wellington                              |
| Emma Harrison           |       | Libéral      | Peterborough                                  |
| Juanita Nathan          |       | Libéral      | Pickering—Brooklin                            |
| Giovanna Mingarelli     |       | Libéral      | Prescott—Russell—Cumberland                   |
| Vincent Ho              |       | Conservateur | Richmond Hill-Sud                             |
| Marilyn Gladu           |       | Conservateur | Sarnia—Lambton—Bkejwanong                     |
| Terry Sheehan           |       | Libéral      | Sault Ste. Marie—Algoma                       |
| Jean Yip                |       | Libéral      | Scarborough—Agincourt                         |
| Salma Zahid             |       | Libéral      | Scarborough-Centre—Don Valley-Est             |
| Gary Anandasangaree     |       | Libéral      | Scarborough—Guildwood—Rouge Park              |
| Shaun Chen              |       | Libéral      | Scarborough-Nord                              |
| Bill Blair              |       | Libéral      | Scarborough-Sud-Ouest                         |
| Michael Coteau          |       | Libéral      | Scarborough—Woburn                            |
| Terry Dowdall           |       | Conservateur | Simcoe—Grey                                   |
| Adam Chambers           |       | Conservateur | Simcoe-Nord                                   |
| Chi Nguyen              |       | Libéral      | Spadina—Harbourfront                          |
| Chris Bittle            |       | Libéral      | St. Catharines                                |
| Eric Duncan             |       | Conservateur | Stormont—Dundas—Glengarry                     |
| Viviane Lapointe        |       | Libéral      | Sudbury                                       |
| Jim Belanger            |       | Conservateur | Sudbury-Est—Manitoulin—Nickel Belt            |
| Karim Bardeesy          |       | Libéral      | Taiaiako'n—Parkdale—High Park                 |
| Melissa Lantsman        |       | Conservateur | Thornhill                                     |
| Marcus Powlowski        |       | Libéral      | Thunder Bay—Rainy River                       |
| Patty Hajdu             |       | Libéral      | Thunder Bay—Supérieur-Nord                    |
| Evan Solomon            |       | Libéral      | Toronto-Centre                                |
| Julie Dabrusin          |       | Libéral      | Toronto—Danforth                              |
| Leslie Church           |       | Libéral      | Toronto—St. Paul's                            |
| Chrystia Freeland       |       | Libéral      | University—Rosedale                           |
| Michael Guglielmin      |       | Conservateur | Vaughan—Woodbridge                            |
| Bardish Chagger         |       | Libéral      | Waterloo                                      |
| Michael Chong           |       | Conservateur | Wellington—Halton Hills-Nord                  |
| Ryan Turnbull           |       | Libéral      | Whitby                                        |
| Ali Ehsassi             |       | Libéral      | Willowdale                                    |
| Harb Gill               |       | Conservateur | Windsor-Ouest                                 |
| Kathy Borrelli          |       | Conservateur | Windsor—Tecumseh—Lakeshore                    |
| Roman Baber             |       | Conservateur | York-Centre                                   |
| Jacob Mantle            |       | Conservateur | York—Durham                                   |
| Ahmed Hussen            |       | Libéral      | York-Sud—Weston—Etobicoke                     |

### Québec
| Nom                          | Parti | Parti          | Circonscription                                    |
| ---------------------------- | ----- | -------------- | -------------------------------------------------- |
| Mandy Gull-Masty             |       | Libéral        | Abitibi—Baie-James—Nunavik—Eeyou                   |
| Sébastien Lemire             |       | Bloc québécois | Abitibi—Témiscamingue                              |
| Mélanie Joly                 |       | Libéral        | Ahuntsic-Cartierville                              |
| Angelo Iacono                |       | Libéral        | Alfred-Pellan                                      |
| Stéphane Lauzon              |       | Libéral        | Argenteuil—La Petite-Nation                        |
| Jason Groleau                |       | Conservateur   | Beauce                                             |
| Claude DeBellefeuille        |       | Bloc québécois | Beauharnois—Salaberry—Soulanges—Huntingdon         |
| Steeve Lavoie                |       | Libéral        | Beauport—Limoilou                                  |
| Louis Plamondon              |       | Bloc québécois | Bécancour—Nicolet—Saurel—Alnôbak                   |
| Dominique Vien               |       | Conservateur   | Bellechasse–Les Etchemins–Lévis                    |
| Yves-François Blanchet       |       | Bloc québécois | Belœil—Chambly                                     |
| Yves Perron                  |       | Bloc québécois | Berthier—Maskinongé                                |
| Abdelhaq Sari                |       | Libéral        | Bourassa                                           |
| Louis Villeneuve             |       | Libéral        | Brome—Missisquoi                                   |
| Alexandra Mendès             |       | Libéral        | Brossard—Saint-Lambert                             |
| Pierre Paul-Hus              |       | Conservateur   | Charlesbourg—Haute-Saint-Charles                   |
| Nathalie Provost             |       | Libéral        | Châteauguay—Les Jardins-de-Napierville             |
| Richard Martel               |       | Conservateur   | Chicoutimi—Le Fjord                                |
| Marianne Dandurand           |       | Libéral        | Compton—Stanstead                                  |
| Bernard Généreux             |       | Conservateur   | Côte-du-Sud—Rivière-du-Loup—Kataskomiq—Témiscouata |
| Marilène Gill                |       | Bloc québécois | Côte-Nord—Kawawachikamach—Nitassinan               |
| Anju Dhillon                 |       | Libéral        | Dorval—Lachine—LaSalle                             |
| Martin Champoux              |       | Bloc québécois | Drummond                                           |
| Alexis Deschênes             |       | Bloc québécois | Gaspésie—Les Îles-de-la-Madeleine—Listuguj         |
| Steven MacKinnon             |       | Libéral        | Gatineau                                           |
| Marie-Gabrielle Ménard       |       | Libéral        | Hochelaga—Rosemont-Est                             |
| Eric St-Pierre               |       | Libéral        | Honoré-Mercier                                     |
| Greg Fergus                  |       | Libéral        | Hull—Aylmer                                        |
| Gabriel Ste-Marie            |       | Bloc québécois | Joliette—Manawan                                   |
| Mario Simard                 |       | Bloc québécois | Jonquière                                          |
| Mario Beaulieu               |       | Bloc québécois | La Pointe-de-l'Île                                 |
| Jacques Ramsay               |       | Libéral        | La Prairie—Atateken                                |
| Alexis Brunelle-Duceppe      |       | Bloc québécois | Lac-Saint-Jean                                     |
| Francis Scarpaleggia         |       | Libéral        | Lac-Saint-Louis                                    |
| Claude Guay                  |       | Libéral        | LaSalle—Émard—Verdun                               |
| Marie-Hélène Gaudreau        |       | Bloc québécois | Laurentides—Labelle                                |
| Steven Guilbeault            |       | Libéral        | Laurier—Sainte-Marie                               |
| Fayçal El-Khoury             |       | Libéral        | Laval—Les Îles                                     |
| Tim Watchorn                 |       | Libéral        | Les Pays-d'en-Haut                                 |
| Jacques Gourde               |       | Conservateur   | Lévis—Lotbinière                                   |
| Sherry Romanado              |       | Libéral        | Longueuil—Charles-LeMoyne                          |
| Natilien Joseph              |       | Libéral        | Longueuil—Saint-Hubert                             |
| Joël Lightbound              |       | Libéral        | Louis-Hébert                                       |
| Gérard Deltell               |       | Conservateur   | Louis-Saint-Laurent—Akiawenhrahk                   |
| Carlos Leitão                |       | Libéral        | Marc-Aurèle-Fortin                                 |
| Luc Berthold                 |       | Conservateur   | Mégantic—L'Érable—Lotbinière                       |
| Jean-Denis Garon             |       | Bloc québécois | Mirabel                                            |
| Anthony Housefather          |       | Libéral        | Mont-Royal                                         |
| Bienvenu-Olivier Ntumba      |       | Libéral        | Mont-Saint-Bruno—L'Acadie                          |
| Luc Thériault                |       | Bloc québécois | Montcalm                                           |
| Gabriel Hardy                |       | Conservateur   | Montmorency—Charlevoix                             |
| Anna Gainey                  |       | Libéral        | Notre-Dame-de-Grâce—Westmount                      |
| Rachel Bendayan              |       | Libéral        | Outremont                                          |
| Marjorie Michel              |       | Libéral        | Papineau                                           |
| Xavier Barsalou-Duval        |       | Bloc québécois | Pierre-Boucher—Les Patriotes—Verchères             |
| Sameer Zuberi                |       | Libéral        | Pierrefonds—Dollard                                |
| Sophie Chatel                |       | Libéral        | Pontiac—Kitigan Zibi                               |
| Joël Godin                   |       | Conservateur   | Portneuf—Jacques-Cartier                           |
| Jean-Yves Duclos             |       | Libéral        | Québec-Centre                                      |
| Patrick Bonin                |       | Bloc québécois | Repentigny                                         |
| Eric Lefebvre                |       | Conservateur   | Richmond—Arthabaska                                |
| Maxime Blanchette-Joncas     |       | Bloc québécois | Rimouski—La Matapédia                              |
| Linda Lapointe               |       | Libéral        | Rivière-des-Mille-Îles                             |
| Rhéal Fortin                 |       | Bloc québécois | Rivière-du-Nord                                    |
| Alexandre Boulerice          |       | NPD            | Rosemont—La Petite-Patrie                          |
| Simon-Pierre Savard-Tremblay |       | Bloc québécois | Saint-Hyacinthe—Bagot—Acton                        |
| Christine Normandin          |       | Bloc québécois | Saint-Jean                                         |
| Emmanuella Lambropoulos      |       | Libéral        | Saint-Laurent                                      |
| Patricia Lattanzio           |       | Libéral        | Saint-Léonard—Saint-Michel                         |
| François-Philippe Champagne  |       | Libéral        | Saint-Maurice—Champlain                            |
| Andréanne Larouche           |       | Bloc québécois | Shefford                                           |
| Élisabeth Brière             |       | Libéral        | Sherbrooke                                         |
| Tatiana Auguste              |       | Libéral        | Terrebonne                                         |
| Madeleine Chenette           |       | Libéral        | Thérèse-De Blainville                              |
| Caroline Desrochers          |       | Libéral        | Trois-Rivières                                     |
| Peter Schiefke               |       | Libéral        | Vaudreuil                                          |
| Marc Miller                  |       | Libéral        | Ville-Marie—Le Sud-Ouest—Île-des-Sœurs             |
| Annie Koutrakis              |       | Libéral        | Vimy                                               |

### Saskatchewan
| Nom              | Parti | Parti        | Circonscription                       |
| ---------------- | ----- | ------------ | ------------------------------------- |
| Rosemarie Falk   |       | Conservateur | Battlefords—Lloydminster—Meadow Lake  |
| Buckley Belanger |       | Libéral      | Desnethé—Missinippi—Rivière Churchill |
| Fraser Tolmie    |       | Conservateur | Moose Jaw—Lake Centre—Lanigan         |
| Randy Hoback     |       | Conservateur | Prince Albert                         |
| Warren Steinley  |       | Conservateur | Regina—Lewvan                         |
| Andrew Scheer    |       | Conservateur | Regina—Qu'Appelle                     |
| Michael Kram     |       | Conservateur | Regina—Wascana                        |
| Brad Redekopp    |       | Conservateur | Saskatoon-Ouest                       |
| Kevin Waugh      |       | Conservateur | Saskatoon-Sud                         |
| Corey Tochor     |       | Conservateur | Saskatoon—University                  |
| Kelly Block      |       | Conservateur | Sentier Carlton—Eagle Creek           |
| Steven Bonk      |       | Conservateur | Souris—Moose Mountain                 |
| Jeremy Patzer    |       | Conservateur | Swift Current—Grasslands—Kindersley   |
| Cathay Wagantall |       | Conservateur | Yorkton—Melville                      |

### Terre-Neuve-et-Labrador
| Nom             | Parti | Parti        | Circonscription           |
| --------------- | ----- | ------------ | ------------------------- |
| Paul Connors    |       | Libéral      | Avalon                    |
| Tom Osborne     |       | Libéral      | Cape Spear                |
| Clifford Small  |       | Conservateur | Central Newfoundland      |
| Philip Earle    |       | Libéral      | Labrador                  |
| Carol Anstey    |       | Conservateur | Long Range Mountains      |
| Joanne Thompson |       | Libéral      | St. John's-Est            |
| Anthony Germain |       | Libéral      | Terra Nova—Les Péninsules |

### Territoires
| Nom            | Parti | Parti   | Circonscription           |
| -------------- | ----- | ------- | ------------------------- |
| Lori Idlout    |       | NPD     | Nunavut                   |
| Rebecca Alty   |       | Libéral | Territoires du Nord-Ouest |
| Brendan Hanley |       | Libéral | Yukon                     |

## Modifications à la députation
| Date | Député | Circonscription | Parti | Parti | Parti | Parti | Notes |
| ---- | ------ | --------------- | ----- | ----- | ----- | ----- | ----- |

## Chronologie de la législature
- 27 mai 2025 : ouverture de la 45e législature par le roi Charles III.